# おかしなおかしな大冒険
『おかしなおかしな大冒険』（おかしなおかしなだいぼうけん、Le Magnifique）は1973年のフランス、イタリアのコメディ映画。

## 概要
とある小説家の、作中人物になって活躍するという妄想と現実の出来事を同時進行で描いたコメディ。
『カトマンズの男』以来となる、フィリップ・ド・ブロカ監督とジャン＝ポール・ベルモンドが4度目のタッグを組んだ作品。
作中小説の舞台であるメキシコで、かなり大掛かりなロケ撮影が行われている。また、007シリーズのパロディが随所にみられる。
日本国内では劇場公開後にテレビ放送されたものの、長らくソフト化がされずに幻の作品となっていた。2024年6月に4Kリマスター＆完全新訳により51年ぶりに劇場公開され、2025年4月に初ソフト化された。

## ストーリー
フランソワ・メルランは、スパイ小説「ボブシリーズ」で人気の冒険作家。だがその正体は、自作の主人公である凄腕秘密諜報員ボブ・セント・クレア（字幕はボブ・サンクレール表記）になった妄想をもとに執筆している、妻と息子に出て行かれ安アパートに住むしがない中年作家であった。
ある日、フランソワは同じアパートに住む真面目な女子大生クリスティーヌと知り合う。彼女はフランソワの小説に興味を持ち、論文のテーマを「ボブシリーズはなぜ大衆に人気なのか」に決める。一方、クリスティーヌの美しさに一目ぼれしたフランソワは、自身の小説（妄想）に、彼女をメキシコ諜報部の連絡員ですばらしい美女タチアナとして登場させて、更に、いけすかない出版社の編集者シャロンをボブとタチアナの命を狙うカルポフとして登場させる。
そして、現実と妄想の世界が同時に動きだす…。

## キャスト
| 役名                     | 俳優                       | 日本語吹替                           |
| 役名                     | 俳優                       | フジテレビ版                         |
| ------------------------ | -------------------------- | ------------------------------------ |
| ボブ／メルラン           | ジャン・ポール・ベルモンド | 山田康雄                             |
| タチアナ／クリスティーヌ | ジャクリーン・ビセット     | 鈴木弘子                             |
| カルポフ／シャロン       | ヴィットリオ・カプリオーリ | 富田耕生                             |
| コリンズ大佐             | ハンス・メイヤー           | 仁内達之                             |
| バーガー夫人             | モニーク・タルベ           | つかせのりこ                         |
| 交通警官                 | マリオ・ダヴィッド         |                                      |
| ビル                     | ブルーノ・ガルサン         |                                      |
| ウェザー将軍             | レイモン・ジェローム       | 塩見竜介                             |
| 電気技師                 | ジャン・ルフェーブル       | 緑川稔                               |
| 不明 その他              |                            | 青野武 神山卓三 八奈見乗児 藤本譲    |
| 日本語吹替版スタッフ     |                            |                                      |
| 演出                     | 演出                       | 加藤敏                               |
| 翻訳                     | 翻訳                       | 飯嶋永昭                             |
| 効果                     |                            |                                      |
| 調整                     |                            |                                      |
| 制作                     | 制作                       | 東北新社                             |
| 解説                     |                            |                                      |
| 初回放送                 | 初回放送                   | 1977年7月29日 『ゴールデン洋画劇場』 |

## スタッフ
- 監督：フィリップ・ド・ブロカ
- 脚本：フィリップ・ド・ブロカ、ヴィットリオ・カプリオーリ、フランシス・ヴェベール、ジャン=ポール・ラプノー[3]
- 製作総指揮：ロバート・アモン
- 製作：アレクサンドル・ムヌーシュキン、ジョルジュ・ダンシジェール
- 撮影：ルネ・マトゥラン
- 音楽：クロード・ボリング
- 編集：アンリ・ラノエ
- 特殊効果：ジョルジュ・イアコネッリ、レオン・オルテガ、アンドレ・ピエール
- 日本語字幕監修：高瀬鎮夫